# Kurt Seligmann

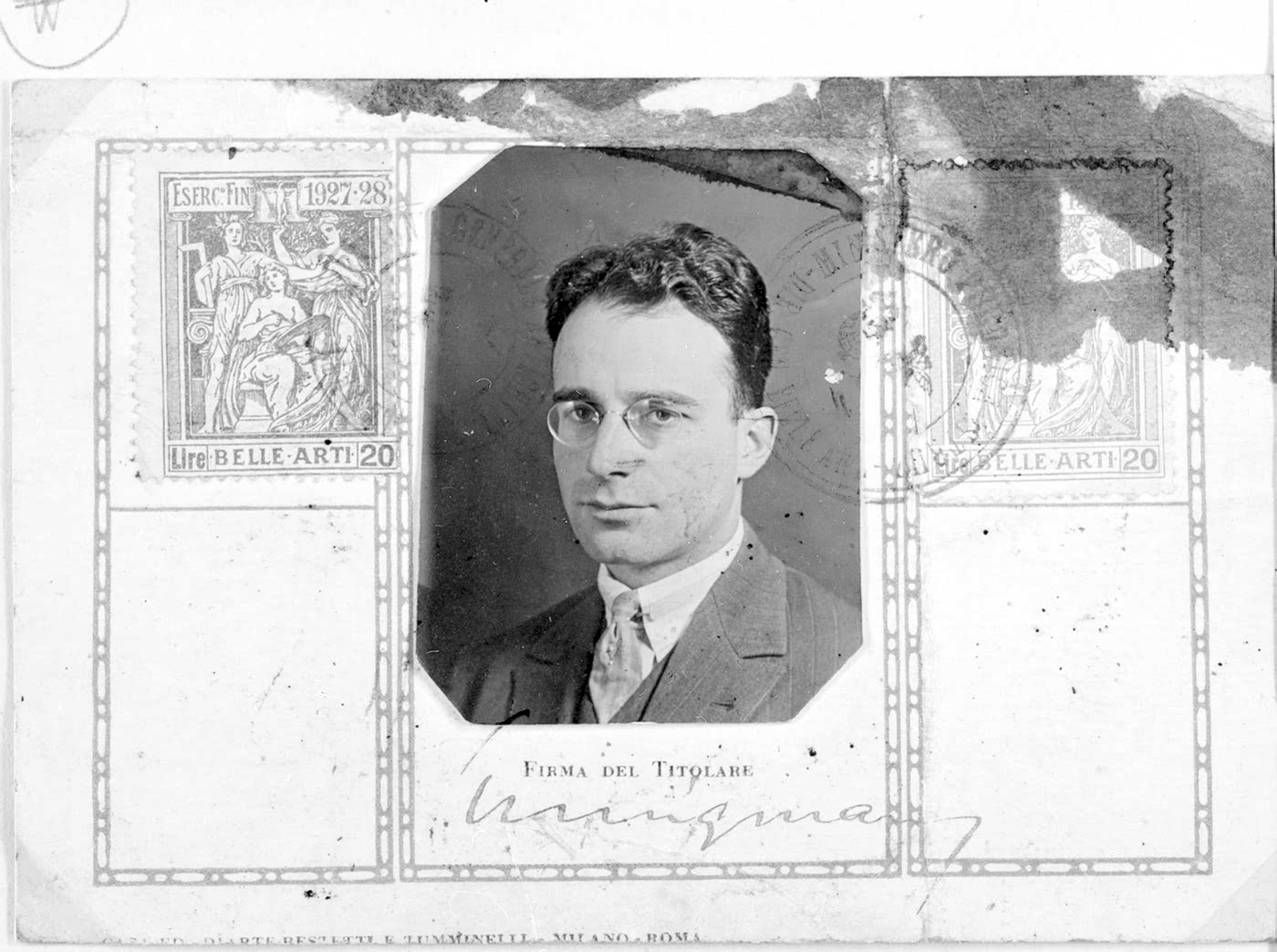
Pasaporte del museo italiano con foto del artista Kurt Seligmann (1900-1962)

Kurt Seligmann (Basilea, Suiza, 1900-1962) fue un pintor y grabador surrealista suizo-estadounidense. Es conocido por sus imágenes fantásticas de trovadores y caballeros medievales en rituales macabros. 
Estudió en la École des Beaux Arts, de Ginebra. Después de trabajar durante algunos años en el negocio de muebles de su padre, marchó a París, donde buscó a sus viejos amigos ginebrinos, el escultor Alberto Giacometti y el crítico de arte Pierre Courthion. A través de Giacometti conoció a Jean Arp y Jean Hélion, quien admiró sus cuadros biomórficas con un aspecto siniestro y le invitó a unirse a su grupo, Abstraction-Création Art Non-Figuratif. A mediados de los años 1930 su arte se volvió más barroco.
Fue en esta época (1935) cuando conoció a Arlette Paraf, con la que se casó. Viajaron mucho, primero alrededor del mundo en un largo viaje de luna de miel que les llevó todo un año, 1936. Y luego a Norteamérica y la costa nor-occidental de la Columbia Británica (1938) para satisfacer su interés en el arte y la cultura etnográficos de América. En 1937, Seligmann fue aceptado formalmente como miembro del grupo surrealista en París por André Breton, que coleccionó su obra y lo incluyó en las exposiciones surrealistas.
Con el estallido de la Segunda Guerra Mundial en septiembre de 1939, Seligmann fue el primer surrealista europeo que marchó a Nueva York, ostensiblemente para una exposición de su obra que tenía lugar en la galería Karl Nierendorf. Una vez allí, se esforzó por poner a salvo a sus colegas surrealistas que estaban en Francia.
Su obra maduró en los Estados Unidos, donde hizo sus mejores trabajos. Con Schapiro como autor del texto, produjo en 1944 una edición limitada de seis aguafuertes ilustrando el Mito de Edipo, con seguridad su obra maestra en este medio. También escribió The History of Magic (Pantheon Books, 1948). 
Seligmann enseñó durante muchos años en varios colleges alrededor de Nueva York, en particular en el Brooklyn College, de donde se retiró en 1958. La cambiante naturaleza del mundo artístico neoyorquino hacia el expresionismo abstracto hizo que su obra fuera relegada como historia del pasado. Debido a la enfermedad, dejó su apartamento de Nueva York y se retiró a su granja, donde murió en enero de 1962. 